# Retrograde
«Retrograde» (укр. Ретроград) — це третій студійний альбом американського гурту Crown the Empire, який грає у жанрах пост-хардкор і металкор. Він вийшов 22 липня 2016 на лейблі Rise Records, а спродюсував його Дрю Фулк. Це перший альбом, який група випустила без свого провідного гітариста Беннета Вогельмана, а також після цього альбому гурт покине вокаліст Девід Ескамілла, це станеться в січні 2017.

## Передумови та запис
11 грудня 2015 у інтерв'ю AlternativePress заявили про працю над новим альбомом та про пертурбації у їх музиці. Зокрема, Брент Тадді сказав:
«Коли ми вирішили, що збираємося відмовитися від історії у нашій музиці (ми не могли завжди продовжувати історію), але дійшли до думки, що ми все ще хочемо, щоб до неї були залучені якісь єдині теми та мотиви. Я думаю, що всіх нас притягував „космос“. Усі ці космічні мотиви»
На що вокаліст Девід Ескамілла додав:
«Це навіть не буквально космос. Це ідея відкритого космосу»
Таким чином гурт заявив про відхід від ідеї концептуальних альбомів, як було у них раніше. За день до виходу альбому все той же Девід Ескамілла у інтерв'ю сказав:
«Ми втратили з виду те, що було важливим. У новому альбомі все інакше. Оскільки ми писали про речі, які не були справжніми… Давайте просто подивимось, що станеться з цим альбомом. Це повинно бути справжнім. Це має походити з нас»
Також у тому ж інтерв'ю він відповів на питання про зміну звучання:
«Ми теж люди. Ми збираємося змінитися так само, як і будь-який з наших шанувальників»

## Реліз та просування
Група анонсувала вихід свого нового повноформатного альбому (третього у їх дискографії) 1 червня 2016 року. Девід Ескамілла так описав його:
«Цей альбом є накопиченням ідей, уроків та спостережень про те, ким ми є як група і як ми бачимо світ»
Також він додав:
«Ми винайшли себе заново, і сподіваємось, вам сподобається цей альбом»
Тоді ж гурт анонсував коротке тизер-відео до альбому.

### Сингли
Перший сингл «Zero» гурт випустив 10 червня 2016. Другий сингл — «Weight of the World» вийшов 12 липня 2016, а третій — «Hologram» вийшов 15 липня 2016.

## Комерційний успіх
Альбом дебютував під 15 номером на Billboard 200 та у перший тиждень було продано окладом близько 18000. Також альбом посів 1-ше місце у чартах Top Rock Albums та Hard Rock Albums, таким чином повторивши успіх їх минулого альбому «The Resistance: Rise of the Runaways», який теж ставав номером 1 у цих чартах.

## Критика
AllMusic поставилb альбому 3,5 зірки з 5, а критик Ніл Йонг написав, що «Альбом знаменує собою різкий поворот у траєкторії звучання гурту. Відхід від концептуальності дав їм свободу, щоб зосередитися на написанні пісень і не мудрувати занадто багато, як їх пов'язати».

## Список композицій
| #                          | Назва                     | Тривалість |
| -------------------------- | ------------------------- | ---------- |
| 1.                         | «SK-68»                   | 1:40       |
| 2.                         | «Are You Coming with Me?» | 3:49       |
| 3.                         | «Zero»                    | 3:02       |
| 4.                         | «Aftermath»               | 3:50       |
| 5.                         | «Hologram»                | 3:45       |
| 6.                         | «The Fear is Real»        | 3:24       |
| 7.                         | «Lucky Us»                | 3:43       |
| 8.                         | «Weight of the World»     | 3:27       |
| 9.                         | «Signs of Life»           | 3:54       |
| 10.                        | «Oxygen»                  | 4:09       |
| 11.                        | «Kaleidoscope»            | 3:28       |
| Загальна тривалість: 38:18 |                           |            |

| Бонусні треки              | Бонусні треки | Бонусні треки |
| #                          | Назва         | Тривалість    |
| -------------------------- | ------------- | ------------- |
| 12.                        | «For Days»    | 5:02          |
| 13.                        | «Mercury»     | 4:17          |
| Загальна тривалість: 47:37 |               |               |

## Музичні кліпи
Всього на пісні з альбому вийшло два кліпи:
- «Zero [Архівовано 13 червня 2021 у Wayback Machine.]»
- «Hologram [Архівовано 13 червня 2021 у Wayback Machine.]»

## Учасники запису
Інформація про учасників запису запозичена з сайту AllMusic.
- Ендрю Рокхолд — вокал, клавішні
- Девід «Дейв» Ескамілла — вокал, ритм-гітара
- Брендон Гувер — ритм-гітара, беквокал
- Гайден Трі — бас-гітара, беквокал
- Брент Тадді — ударні